# Força Pública da Costa Rica
A Força Pública da Costa Rica (em castelhano:  Fuerza Pública de Costa Rica) é a força nacional de aplicação da lei da Costa Rica, que desempenha funções de policiamento e patrulha de fronteira.

## História

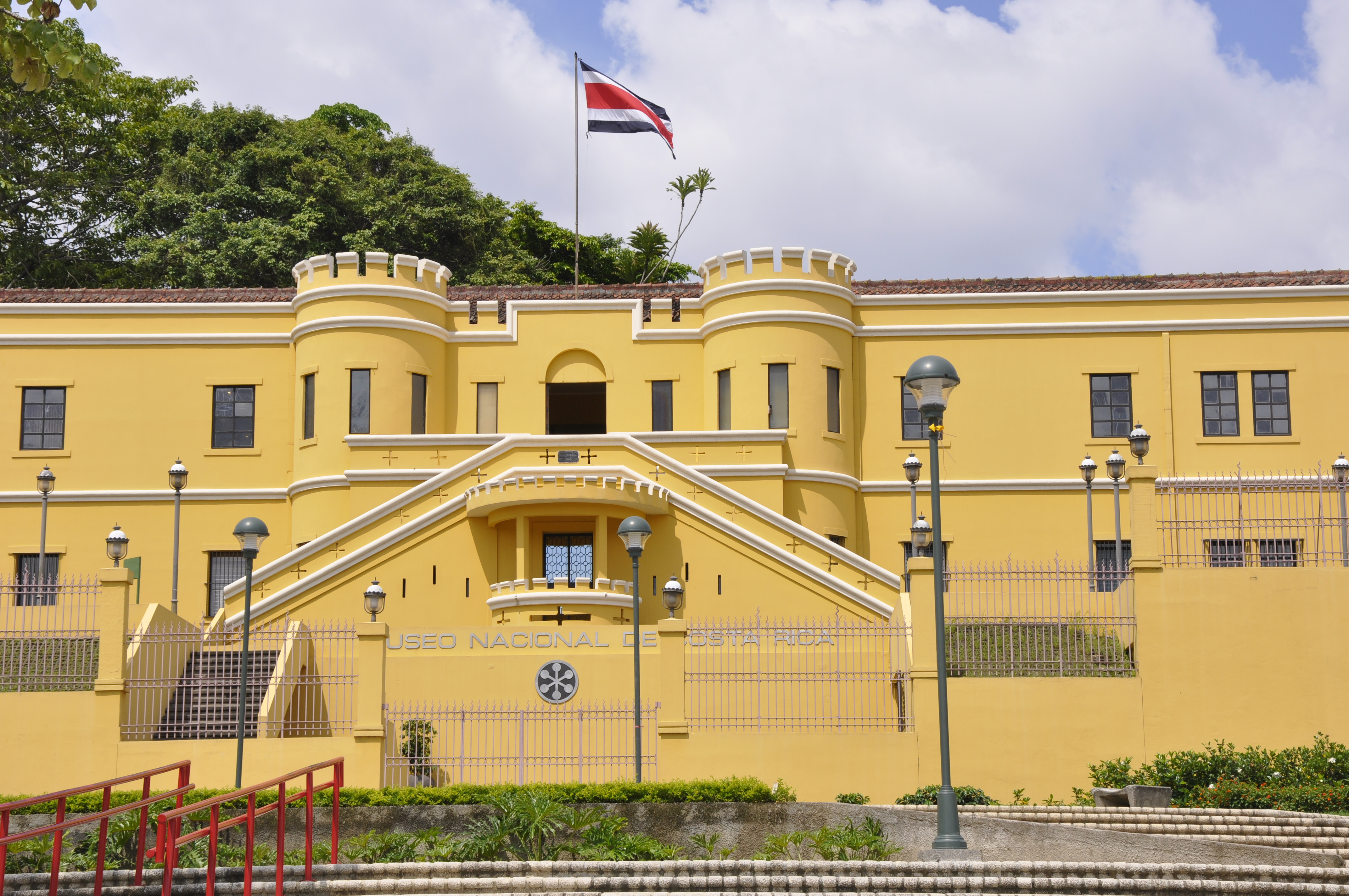
Cuartel Bellavista, hoje Museu Nacional da Costa Rica.

Em 1º de dezembro de 1948, o Presidente José Figueres Ferrer, da Costa Rica, aboliu as forças armadas da Costa Rica após obter a vitória na Guerra Civil da Costa Rica naquele ano. Em uma cerimônia no Cuartel Bellavista, na capital San José, Figueres quebrou uma parede com um martelo, simbolizando o fim dos serviços militares da Costa Rica.
Em 1949, a abolição das forças armadas foi introduzida no Artigo 12 da Constituição da Costa Rica. O orçamento anteriormente dedicado às forças armadas agora é dedicado à segurança, educação e cultura. A Costa Rica mantém forças da Guarda Policial.
O Museu Nacional da Costa Rica foi colocado no Cuartel Bellavista como um símbolo de compromisso com a cultura. Em 1986, o presidente Oscar Arias Sánchez declarou 1º de dezembro como o Día de la Abolición del Ejército (Dia da Abolição do Exército) com a Lei n.º 8115. Ao contrário de seus vizinhos, a Costa Rica não passou por uma guerra civil desde 1948. A Costa Rica mantém pequenas forças capazes de fazer cumprir a lei, mas não tem um exército permanente.

### Força Pública do Ministério da Segurança Pública (1996)
Em 1996, o Ministério da Segurança Pública criou a Fuerza Pública, uma gendarmaria que reorganizou e eliminou a Guarda Civil, a Guarda de Assistência Rural e a Guarda de Fronteira como entidades separadas. Elas agora estão subordinadas ao Ministério e operam em uma base de comando geográfico, desempenhando funções de segurança terrestre, aplicação da lei, combate ao narcotráfico, patrulha de fronteira e segurança turística. A Guarda Costeira da Costa Rica também opera diretamente sob o Ministério, mas não faz parte da Força Pública propriamente dita.
Fora da Fuerza Pública, há uma pequena Unidade de Forças Especiais, a Unidad Especial de intervención (UEI) ou Unidade de Intervenção Especial, uma força de comando de elite que treina com forças especiais de todo o mundo, mas não faz parte das principais forças policiais. Em vez disso, ela faz parte da Diretoria de Inteligência e Segurança (DIS), que se reporta diretamente ao Ministro da Presidência. Com cerca de 70 membros, é organizada em linhas militares, embora seja oficialmente uma unidade de polícia civil.
O lema da Força Pública é "Deus, Pátria e Honra". O Comissário de Polícia Juan José Andrade Morales atua como seu atual Comissário Geral.

## Patentes
- Comisario de Policía/ Director general de la Fuerza Pública
- Comisionado de Policía
- Comandante de Policía
- Capitán de Policía
- Intendente
- Sub Intendente
- Sargento de Policía
- Inspector
- Agente 2
- Agente 1

## Equipamentos
| Armas de pequeno porte  | Armas de pequeno porte | Armas de pequeno porte | Armas de pequeno porte                         | Armas de pequeno porte |
| Nome                    | Imagem                 | Calibre                | Tipo                                           | Origem                 |
| Pistolas                | Pistolas               | Pistolas               | Pistolas                                       | Pistolas               |
| ----------------------- | ---------------------- | ---------------------- | ---------------------------------------------- | ---------------------- |
| IWI Jericho 941         |                        | 9×19mm                 | Pistola semiautomática                         | Israel                 |
| Beretta 92              |                        | 9×19mm                 | Pistola semiautomática                         | Itália                 |
| Beretta M9              |                        | 9×19mm                 | Pistola semiautomática                         | Estados Unidos Itália  |
| SIG Sauer P226          |                        | 9×19mm                 | Pistola semiautomática                         | Suíça                  |
| M1911                   |                        | .45 ACP                | Pistola semiautomática                         | Estados Unidos         |
| Smith & Wesson Model 10 |                        | .38 Special            | Revólver                                       | Estados Unidos         |
| Submetralhadoras        |                        |                        |                                                |                        |
| Heckler & Koch MP5      |                        | 9×19mm                 | Pistola-metralhadora                           | Alemanha Ocidental     |
| Uzi                     |                        | 9×19mm                 | Pistola-metralhadora                           | Israel                 |
| MAB-38                  |                        | 9×19mm                 | Pistola-metralhadora                           | Reino da Itália        |
| Beretta M12             |                        | 9×19mm                 | Pistola-metralhadora                           | Itália                 |
| Rifles                  |                        |                        |                                                |                        |
| M14                     |                        | 7.62×51mm              | Fuzil de combate                               | Estados Unidos         |
| FN FAL                  |                        | 7.62×51mm              | Fuzil de combate                               | Bélgica                |
| SIG SG 556              |                        | 5.56×45mm              | Fuzil de assalto                               | Suíça                  |
| IMI Galil               |                        | 5.56×45mm              | Fuzil de assalto                               | Israel                 |
| IWI Tavor               |                        | 5.56×45mm              | Bullpup Fuzil de assalto                       | Israel                 |
| Steyr AUG               |                        | 5.56×45mm              | Bullpup Fuzil de assalto                       | Áustria                |
| T65                     |                        | 5.56×45mm              | Fuzil de assalto                               | Taiwan                 |
| M16                     |                        | 5.56×45mm              | Fuzil de assalto                               | Estados Unidos         |
| M4                      |                        | 5.56×45mm              | Carabina Fuzil de assalto                      | Estados Unidos         |
| Rifles de precisão      |                        |                        |                                                |                        |
| Remington M700          |                        | .308 Winchester        | Rifles de precisão                             | Estados Unidos         |
| M24 SWS                 |                        | 7.62×51mm              | Rifles de precisão                             | Estados Unidos         |
| SVD                     |                        | 7.62×54mmR             | Rifle de atirador designado Rifles de precisão | União Soviética        |
| Metralhadoras           |                        |                        |                                                |                        |
| Browning M1918          |                        | .303 British           | Metralhadora leve                              | Estados Unidos         |
| Browning M1919          |                        | 7.62×51mm              | Metralhadora média                             | Estados Unidos         |
| M60                     |                        | 7.62×51mm              | Metralhadora de uso geral                      | Estados Unidos         |
| IWI Negev               |                        | 7.62×51mm              | Metralhadora leve                              | Israel                 |
| Lançadores de granadas  |                        |                        |                                                |                        |
| M79                     |                        | 40×46mm                | Lança-granada                                  | Estados Unidos         |